# Партія бразильської соціальної демократії
Партія бразильської соціальної демократії, інколи Бразильська соціал-демократична партія (порт. Partido da Social Democracia Brasileira, PSDB) — бразильська політична партія лівої та центрально-лівої спрямованості. Її символом є жовто-блакитний тукан, за що її членів часто називають «туканами». Її електоральний номер (під яким вона йде в бюлетенях) — 45.
На виборах 2006 року партія набрала 65 місць з 513 в Палаті депутатів Національного конгресу і 5 місць з 27 у Федеральному Сенаті. На президентських виборах кандидат від партії, Жералду Алкмін, отримав друге місце, а у другому турі програв Луїзу Інасіу Лула да Сілва з 39,17 % голосів виборців.
Деякими членами партії, що зараз займають вибірні посади, є: Сержіу Гуерра (сенатор від штату Пернамбуку, президент партії), Тассу Жерейссаті (сенатор від штату Сеара), Аесіу Тевіс (губернатор штату Мінас-Жерайс), Єда Крусіус (губернатор Ріу-Гранді-ду-Сул) і Жозе Серра (губернатор штату Сан-Паулу).
Попри свою назву, PSDB не входить до Соціалістичного інтернаціоналу, який об'єднує соціал-демократичні партії світу (від Бразилії у цій організації бере участь Демократична робоча партія, PDT). Також партія ніколи не асоціювалася з профспілковим рухом, що зазвичай характеризує соціал-демократичні партії; вона підтримувана Соціал-демократичну профспілку (Social-Democracia Sindical, SDS), що зараз увійшла до складу Загальний союз робітників (União Geral dos Trabalhadores, UGT), але вплив партії на профспілки є незначним в порівнянні з меншими партіями, такими як PDT і PCdoB, або із загальним впливом партії у суспільстві.